# Liga Konferencji Europy UEFA (2022/2023)/Faza kwalifikacyjna (ścieżka mistrzowska)
Artykuł prezentuje szczegółowe dane dotyczące rozegranych meczów, które miały na celu wyłonienie 5 drużyn piłkarskich, które wezmą udział w fazie grupowej Ligi Konferencji Europy UEFA 2022/2023. Faza kwalifikacyjna trwała od 21 lipca do 25 sierpnia 2022.

## Terminarz
Losowania każdej rundy odbywały się w siedzibie UEFA w Nyonie, w Szwajcarii.
| Faza         | Runda                        | Data losowania  | Pierwszy mecz    | Rewanż           |
| ------------ | ---------------------------- | --------------- | ---------------- | ---------------- |
| Kwalifikacje | Druga runda kwalifikacyjna   | 15 czerwca 2022 | 21 lipca 2022    | 28 lipca 2022    |
| Kwalifikacje | Trzecia runda kwalifikacyjna | 18 lipca 2022   | 4 sierpnia 2022  | 11 sierpnia 2022 |
| Play-off     | Play-off                     | 2 sierpnia 2022 | 18 sierpnia 2022 | 25 sierpnia 2022 |

## II runda kwalifikacyjna
Do startu w II rundzie kwalifikacyjnej uprawnionych było 16 drużyn (13 z I rundy kwalifikacji Ligi Mistrzów i 3 z rundy wstępnej kwalifikacji Ligi Mistrzów), z czego 13 było rozstawionych.

### Podział na koszyki
Zespoły podzielono na 3 koszyki. Za rozstawione drużyny uznano zespoły, które odpadły w I rundzie kwalifikacyjnej Ligi Mistrzów UEFA, natomiast za nierozstawione uznano zespoły, które odpadły w Rundzie wstępnej kwalifikacji Ligi Mistrzów UEFA.
| Grupa 1                | Grupa 1 |
| ---------------------- | ------- |
| Drużyny rozstawione    |         |
| Drużyna                |         |
| Víkingur Reykjavík     |         |
| Sutjeska Nikšić        |         |
| KÍ Klaksvík            |         |
| The New Saints F.C.    |         |
| Ballkani               |         |
| Drużyny nierozstawione |         |
| Drużyna                |         |
| SP La Fiorita          |         |

| Grupa 2                | Grupa 2 |
| ---------------------- | ------- |
| Drużyny rozstawione    |         |
| Drużyna                |         |
| Lech Poznań            |         |
| Zrinjski Mostar        |         |
| Dinamo Batumi          |         |
| KF Tirana              |         |
| Hibernians             |         |
| Drużyny nierozstawione |         |
| Drużyna                |         |
| Tallinna FCI Levadia   |         |

| Grupa 3                | Grupa 3 |
| ---------------------- | ------- |
| Drużyny rozstawione    |         |
| Drużyna                |         |
| CFR Cluj               |         |
| Toboł Kustanaj         |         |
| Lincoln Red Imps       |         |
| Drużyny nierozstawione |         |
| Drużyna                |         |
| Inter Club d’Escaldes  |         |

### Pary II rundy kwalifikacyjnej
| Drużyna 1                            | Wynik dwumeczu | Drużyna 2             | Pierwszy mecz | Drugi mecz |
| ------------------------------------ | -------------- | --------------------- | ------------- | ---------- |
| SP La Fiorita                        | 0:10           | Ballkani              | 0:4           | 0:6        |
| Víkingur Reykjavík                   | 2:0            | The New Saints F.C.   | 2:0           | 0:0        |
| Sutjeska Nikšić                      | 0:1            | KÍ Klaksvík           | 0:0           | 0:1        |
| Hibernians                           | 4:3            | Tallinna FCI Levadia  | 3:2           | 1:1        |
| KF Tirana                            | 2:4            | Zrinjski Mostar       | 0:1           | 2:3        |
| Lech Poznań                          | 6:1            | Dinamo Batumi         | 5:0           | 1:1        |
| CFR Cluj                             | 4:1            | Inter Club d’Escaldes | 3:0           | 1:1        |
| Toboł Kustanaj                       | 3:0            | Lincoln Red Imps      | 2:0           | 1:0        |
| Po lewej gospodarz pierwszego meczu. |                |                       |               |            |

### Pierwsze mecze
| 119 lipca 2022 | SP La Fiorita | 0:4   | Ballkani                                      |                                                                 |
| 20:45 CEST     |               | (0:2) | 6' Korenica · 23', 50' Rrahmani · 73' Berisha | San Marino Stadium, Serravalle Widzów: 271 Sędzia: Nikola Popov |

| 221 lipca 2022 | Víkingur Reykjavík         | 2:0   | The New Saints F.C. |                                                             |
| 21:30 CEST     | Ingason 29' (k.), 57' (k.) | (1:0) |                     | Víkingsvöllur, Reykjavík Widzów: 812 Sędzia: Peter Kralović |

| 320 lipca 2022 | Sutjeska Nikšić | 0:0   | KÍ Klaksvík |                                                        |
| 21:00 CEST     |                 | (0:0) |             | DG Arena, Podgorica Widzów: 920 Sędzia: Arda Kardeşler |

| 419 lipca 2022 | Hibernians                               | 3:2   | FCI Levadia Tallinn     |                                                               |
| 20:00 CEST     | Apap 17' · Degabriele 24' · Muritala 90' | (2:0) | 87' Uggè · 90+4' Agyiri | Centenary Stadium, Ta’ Qali Widzów: 474 Sędzia: Volen Chinkov |

| 519 lipca 2022 | KF Tirana | 0:1   | Zrinjski Mostar  |                                                               |
| 20:00 CEST     |           | (0:1) | 12' (k.) Bilbija | Arena Kombëtare, Tirana Widzów: 4 136 Sędzia: Loukas Sotiriou |

| 621 lipca 2022 | Lech Poznań                                     | 5:0   | Dinamo Batumi |                                                         |
| 18:00 CEST     | Skóraś 10', 33' · Amaral 24', 66' · Ishak 90+4' | (3:0) |               | Stadion Poznań, Poznań Widzów: 9 111 Sędzia: Ian McNabb |

| 721 lipca 2022 | CFR Cluj                                           | 3:0   | Inter Club d’Escaldes |                                                                                       |
| 19:30 CEST     | Betancor 5' (k.) · Debeljuh 38' · Feher 84' (sam.) | (2:0) |                       | Stadion im. dr. Constantina Rădulescu, Kluż-Napoka Widzów: 4 421 Sędzia: Alex Troleis |

| 821 lipca 2022 | Toboł Kustanaj                    | 2:0   | Lincoln Red Imps |                                                                       |
| 16:00 CEST     | Zhaksylykov 65' · Tomašević 90+1' | (0:0) |                  | Stadion Centralny, Kustanaj Widzów: 6 000 Sędzia: Matthew De Gabriele |

### Rewanże
| 126 lipca 2022 | Ballkani                                               | 6:0   | SP La Fiorita |                                                                             |
| 20:00 CEST     | Rrahmani 6', 8', 69' · Abazi 73', 90+1' · Krasniqi 75' | (2:0) |               | Stadion im. Fadila Vokrriego, Prisztina Widzów: 2 000 Sędzia: Adam Ladebäck |

| 226 lipca 2022 | The New Saints F.C. | 0:0   | Víkingur Reykjavík |                                                         |
| 19:15 CEST     |                     | (0:0) |                    | Park Hall, Oswestry Widzów: 537 Sędzia: Ivaylo Stoyanov |

| 327 lipca 2022 | KÍ Klaksvík    | 1:0   | Sutjeska Nikšić |                                                                   |
| 20:00 CEST     | Klettskarð 66' | (0:0) |                 | Djúpumýra, Klaksvík Widzów: 920 Sędzia: Christian-Petru Ciochirca |

| 428 lipca 2022 | FCI Levadia Tallinn | 1:1   | Hibernians |                                                                  |
| 19:00 CEST     | Õigus 79'           | (0:0) | 78' Apap   | A. Le Coq Arena, Tallinn Widzów: 1 351 Sędzia: Henrik Nalbandyan |

| 528 lipca 2022 | Zrinjski Mostar                         | 3:2   | KF Tirana                   |                                                                               |
| 21:00 CEST     | Janković 25' · Tičinović 36' · Ćuže 80' | (2:0) | 51' Ismajlgeci · 83' Xhixha | Stadion pod Bijelim Brijegom, Mostar Widzów: 5 000 Sędzia: Yasar Kemal Ugurlu |

| 628 lipca 2022 | Dinamo Batumi | 1:1   | Lech Poznań    |                                                                |
| 19:00 CEST     | Wacadze 64'   | (0:0) | 76' Czerwiński | Batumi Stadium, Batumi Widzów: 19 343 Sędzia: Igor Stojchevski |

| 726 lipca 2022 | Inter Club d’Escaldes | 1:1   | CFR Cluj      |                                                                |
| 19:00 CEST     | Soldevila 21'         | (1:0) | 51' (k.) Deac | Estadi Nacional, Andora Widzów: 242 Sędzia: Kristoffer Hagenes |

| 826 lipca 2022 | Lincoln Red Imps | 0:1   | Toboł Kustanaj |                                                               |
| 18:00 CEST     |                  | (0:1) | 31' Tošić      | Victoria Stadium, Gibraltar Widzów: 742 Sędzia: Gal Leibovitz |

## III runda kwalifikacyjna
Do startu w III rundzie kwalifikacyjnej w ścieżce mistrzowskiej uprawnionych było 10 drużyn (8 z poprzedniej rundy i 2 z I rundy kwalifikacji Ligi Mistrzów, które otrzymały wolny los w poprzedniej rundzie).

### Podział na koszyki
Zespoły podzielono na 2 koszyki, bez rozstawień. Dwie drużyny, które otrzymały wolny los w poprzedniej rundzie, znalazły się w oddzielnych koszykach.
Oznaczenia:
| Drużyny, które awansowały z II rundy eliminacyjnej. |

| Drużyny, które zaczęły rywalizację od III rundy eliminacyjnej, otrzymując wolny los. |

| Grupa 1            | Grupa 1 |
| Drużyna            |         |
| ------------------ | ------- |
| FK RFS             |         |
| Ballkani           |         |
| Víkingur Reykjavík |         |
| KÍ Klaksvík        |         |
| Hibernians         |         |
| Lech Poznań        |         |

| Grupa 2             | Grupa 2 |
| Drużyna             |         |
| ------------------- | ------- |
| Szachcior Soligorsk |         |
| Zrinjski Mostar     |         |
| CFR Cluj            |         |
| Toboł Kustanaj      |         |

### Pary III rundy kwalifikacyjnej
| Drużyna 1                            | Wynik dwumeczu | Drużyna 2      | Pierwszy mecz | Drugi mecz  |
| ------------------------------------ | -------------- | -------------- | ------------- | ----------- |
| Víkingur Reykjavík                   | 2:4            | Lech Poznań    | 1:0           | 1:4 (dogr.) |
| FK RFS                               | 4:2            | Hibernians     | 1:1           | 3:1         |
| Ballkani                             | 4:4 (k. 4:3)   | KÍ Klaksvík    | 3:2           | 1:2 (dogr.) |
| Zrinjski Mostar                      | 2:1            | Toboł Kustanaj | 1:0           | 1:1         |
| Szachcior Soligorsk                  | 0:1            | CFR Cluj       | 0:0           | 0:1         |
| Po lewej gospodarz pierwszego meczu. |                |                |               |             |

### Pierwsze mecze
| 14 sierpnia 2022 | Víkingur Reykjavík | 1:0   | Lech Poznań |                                                             |
| 20:45 CEST       | Sigurpálsson 45'   | (1:0) |             | Víkingsvöllur, Reykjavík Widzów: 1 023 Sędzia: Juxhin Xhaja |

| 24 sierpnia 2022 | FK RFS   | 1:1   | Hibernians |                                                       |
| 18:00 CEST       | Ilić 85' | (0:1) | 39' Vella  | Stadion Daugava, Ryga Widzów: 1 911 Sędzia: Genc Nuza |

| 34 sierpnia 2022 | Ballkani                                  | 3:2   | KÍ Klaksvík         |                                                                           |
| 20:00 CEST       | Gripshi 30' · Korenica 41' · Rrahmani 50' | (2:0) | 69', 88' Klettskarð | Stadion im. Fadila Vokrriego, Prisztina Widzów: 3 500 Sędzia: Espen Eskås |

| 44 sierpnia 2022 | Zrinjski Mostar | 1:0   | Toboł Kustanaj |                                                                          |
| 21:00 CEST       | Janković 76'    | (0:0) |                | Stadion pod Bijelim Brijegom, Mostar Widzów: 4 754 Sędzia: António Nobre |

| 54 sierpnia 2022 | Szachcior Soligorsk | 0:0   | CFR Cluj |                                                                            |
| 19:00 CEST       |                     | (0:0) |          | Sakarya Atatürk Stadyumu, Adapazarı Widzów: 0 Sędzia: Ioannis Papadopoulos |

### Rewanże
| 111 sierpnia 2022 | Lech Poznań                                          | 4:1 (pd.)       | Víkingur Reykjavík |                                                                 |
| 20:30 CEST        | Ishak 32' · Velde 44' · Marchwiński 96' · Sousa 119' | (2:0, 2:1, 3:1) | 90+5' Djuric       | Stadion Poznań, Poznań Widzów: 12 555 Sędzia: Julian Weinberger |

| 211 sierpnia 2022 | Hibernians     | 1:3   | FK RFS                         |                                                                   |
| 20:00 CEST        | Grech 71' (k.) | (0:1) | 45' (k.) Mareš · 78', 87' Ilić | Centenary Stadium, Ta’ Qali Widzów: 1 215 Sędzia: Kateryna Monzul |

| 311 sierpnia 2022 | KÍ Klaksvík                                            | 2:1 (pd.)               | Ballkani                                       |                                                                 |
| 20:00 CEST        | Mikkelsen 56' · Da Silva 89'                           | (0:0, 2:1, 2:1, k. 3:4) | 83' Krasniqi                                   | Tórsvøllur, Thorshavn Widzów: 1 666 Sędzia: Goga Kikacheishvili |
| 20:00 CEST        | · Bjartalíð · Holvad · Poulsen · Danielsen · Andreasen | Rzuty karne             | · Thaqi · Dellova · Gripshi · Zyba · Emërllahu | Tórsvøllur, Thorshavn Widzów: 1 666 Sędzia: Goga Kikacheishvili |

| 411 sierpnia 2022 | Toboł Kustanaj | 1:1   | Zrinjski Mostar |                                                                    |
| 16:00 CEST        | Déblé 53'      | (0:1) | 34' Ćuže        | Stadion Centralny, Kustanaj Widzów: 6 000 Sędzia: Nathan Verboomen |

| 511 sierpnia 2022 | CFR Cluj     | 1:0   | Szachcior Soligorsk |                                                                                       |
| 19:00 CEST        | Betancor 37' | (1:0) |                     | Stadion im. dr. Constantina Rădulescu, Kluż-Napoka Widzów: 6 700 Sędzia: Morten Krogh |

## Runda play-off
Do startu w rundzie play-off w ścieżce mistrzowskiej uprawnionych było 10 drużyn (5 z poprzedniej rundy oraz 5 z III rundy kwalifikacji Ligi Europy w ścieżce mistrzowskiej), z czego 5 było rozstawionych.

### Podział na koszyki
Za rozstawione drużyny uznano zespoły, które odpadły w III rundzie kwalifikacyjnej Ligi Europy UEFA, natomiast za nierozstawione uznano zespoły, które wygrały w poprzedniej rundzie.
| Drużyny rozstawione    |
| Drużyna                |
| F91 Dudelange          |
| KF Shkupi              |
| Linfield F.C.          |
| Slovan Bratysława      |
| NK Maribor             |
| Drużyny nierozstawione |
| Drużyna                |
| Lech Poznań            |
| FK RFS                 |
| Ballkani               |
| Zrinjski Mostar        |
| CFR Cluj               |

### Pary rundy play-off
| Drużyna 1                            | Wynik dwumeczu | Drużyna 2         | Pierwszy mecz | Drugi mecz  |
| ------------------------------------ | -------------- | ----------------- | ------------- | ----------- |
| NK Maribor                           | 0:1            | CFR Cluj          | 0:0           | 0:1         |
| FK RFS                               | 3:3 (k. 4:2)   | Linfield F.C.     | 2:2           | 1:1 (dogr.) |
| Lech Poznań                          | 3:1            | F91 Dudelange     | 2:0           | 1:1         |
| KF Shkupi                            | 1:3            | Ballkani          | 1:2           | 0:1         |
| Zrinjski Mostar                      | 2:2 (k. 5:6)   | Slovan Bratysława | 1:0           | 1:2 (dogr.) |
| Po lewej gospodarz pierwszego meczu. |                |                   |               |             |

### Pierwsze mecze
| 118 sierpnia 2022 | NK Maribor | 0:0   | CFR Cluj |                                                               |
| 20:15 CEST        |            | (0:0) |          | Stadion Ljudski vrt, Maribor Widzów: 4 500 Sędzia: Pavel Orel |

| 218 sierpnia 2022 | FK RFS                              | 2:2   | Linfield F.C.           |                                                            |
| 19:00 CEST        | Friesenbichler 88' · Lipušček 90+6' | (0:1) | 38' Fallon · 70' Cooper | Stadion Daugava, Ryga Widzów: 4 710 Sędzia: Aliyar Aghayev |

| 318 sierpnia 2022 | Lech Poznań          | 2:0   | F91 Dudelange |                                                                    |
| 20:30 CEST        | Velde 6' · Ishak 66' | (1:0) |               | Stadion Poznań, Poznań Widzów: 9 150 Sędzia: Manfredas Lukjančukas |

| 418 sierpnia 2022 | KF Shkupi    | 1:2   | Ballkani                    |                                                                                       |
| 21:00 CEST        | Adetunji 19' | (1:1) | 23' Rrahmani · 67' Korenica | Nacionałna Arena „Tosze Proeski”, Skopje Widzów: 8 430 Sędzia: Ivar Orri Kristjansson |

| 518 sierpnia 2022 | Zrinjski Mostar | 1:0   | Slovan Bratysława |                                                                              |
| 20:00 CEST        | Bilbija 89'     | (0:0) |                   | Stadion pod Bijelim Brijegom, Mostar Widzów: 5 100 Sędzia: Julian Weinberger |

### Rewanże
| 125 sierpnia 2022 | CFR Cluj | 1:0   | NK Maribor |                                                                                      |
| 19:00 CEST        | Cvek 90' | (0:0) |            | Stadion im. dr. Constantina Rădulescu, Kluż-Napoka Widzów: 9 852 Sędzia: John Beaton |

| 225 sierpnia 2022 | Linfield F.C.                           | 1:1 (pd.)               | FK RFS                                  |                                                       |
| 20:45 CEST        | McClean 104'                            | (0:0, 0:0, 1:0, k. 2:4) | 120+1' (sam.) Callacher                 | Windsor Park, Belfast Widzów: 4 742 Sędzia: Matej Jug |
| 20:45 CEST        | · Clarke · Devine · Vertainen · McClean | Rzuty karne             | · Friesenbichler · Ilić · Mareš · Panić | Windsor Park, Belfast Widzów: 4 742 Sędzia: Matej Jug |

| 325 sierpnia 2022 | F91 Dudelange | 1:1   | Lech Poznań |                                                                        |
| 20:30 CEST        | Kirch 36'     | (1:0) | 60' Pereira | Stade de Luxembourg, Luksemburg Widzów: 1 935 Sędzia: Nikola Dabanović |

| 425 sierpnia 2022 | Ballkani     | 1:0   | KF Shkupi |                                                                           |
| 20:00 CEST        | Korenica 69' | (0:0) |           | Stadion im. Fadila Vokrriego, Prisztina Widzów: 12 000 Sędzia: István Vad |

| 525 sierpnia 2022 | Slovan Bratysława                                                | 2:1 (pd.)               | Zrinjski Mostar                                                             |                                                                                |
| 20:30 CEST        | Ramírez 67', 120+2'                                              | (0:0, 1:0, 1:1, k. 6:5) | 103' Savić                                                                  | Národný futbalový štadión, Bratysława Widzów: 14 333 Sędzia: Mohammed Al-Hakim |
| 20:30 CEST        | · Hrnčár · Medved · Mustafić · Abena · Ramírez · Kaszia · Čavrić | Rzuty karne             | · Bilbija · Kamenar · Savić · Maglica · Jakovljević · Barišić · Malekinušić | Národný futbalový štadión, Bratysława Widzów: 14 333 Sędzia: Mohammed Al-Hakim |